# San Martín del Castañar
San Martín del Castañar es un municipio y localidad española de la provincia de Salamanca, en la comunidad autónoma de Castilla y León. Se integra dentro de la comarca de la Sierra de Francia. Pertenece al partido judicial de Ciudad Rodrigo y a la mancomunidad Sierra de Francia.
Su término municipal está formado por un solo núcleo de población, ocupa una superficie total de 15,50 km² y según los datos demográficos recogidos en el padrón municipal elaborado por el INE en el año 2024, cuenta con una población de 234 habitantes.

## Historia

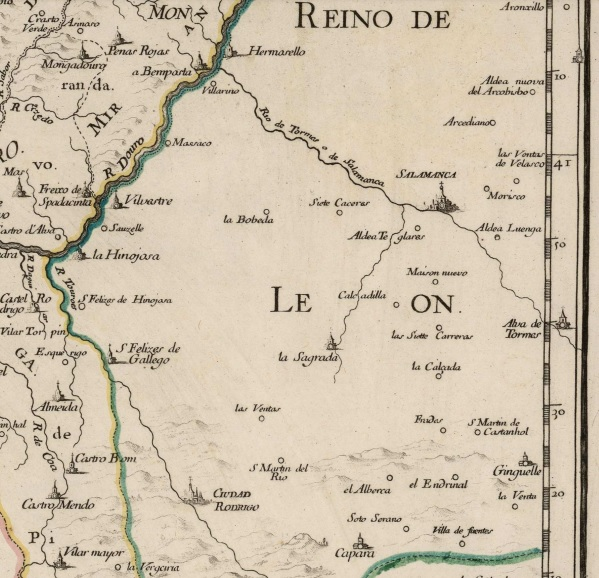
Mapa del año 1666 en el que aparece San Martín del Castañar

La fundación de San Martín del Castañar se remonta a la repoblación efectuada por los reyes de León en la Edad Media, siendo donado en 1225 por el rey Alfonso IX de León al obispo de Salamanca como señorío particular.
Con la creación de las actuales provincias en 1833, San Martín del Castañar quedó encuadrado en la provincia de Salamanca, dentro de la Región de León.

## Demografía
San Martín del Castañar cuenta con una población de 234 habitantes (INE 2024).
| Gráfica de evolución demográfica de San Martín del Castañar entre 1842 y 2021                                       |
| |
| Población de derecho según los censos de población del INE Población de hecho según los censos de población del INE |

Según el Instituto Nacional de Estadística, San Martín del Castañar tenía, a 31 de diciembre de 2018, una población total de 219 habitantes, de los cuales 118 eran hombres y 101 mujeres. Respecto al año 2000, el censo refleja 291 habitantes, de los cuales 153 eran hombres y 138 mujeres. Por lo tanto, la pérdida de población en el municipio para el periodo 2000-2018 ha sido de 72 habitantes, un 25 % de descenso.

## Administración y política
| Periodo   | Nombre                              | Partido | Partido                                                                      |
| --------- | ----------------------------------- | ------- | ---------------------------------------------------------------------------- |
| 1979-1983 | Pedro Sánchez Marcos                |         | Unión de Centro Democrático (UCD)                                            |
| 1983-1987 | Pedro Sánchez Marcos                |         | Alianza Popular (AP)                                                         |
| 1987-1999 | Pedro Sánchez Marcos                |         | Partido Socialista Obrero Español (PSOE)                                     |
| 1999-2003 | Santiago Martín Martín              |         | Partido Socialista Obrero Español (PSOE)                                     |
| 2003-act. | Alfonso Buenaventura Calvo González |         | Partido Socialista Obrero Español (PSOE) (2003-2025) No adscrito (2025-act.) |

| Partido político                         | 2023  | 2023  | 2023       | 2019  | 2019  | 2019       | 2015  | 2015  | 2015       | 2011  | 2011  | 2011       | 2007  | 2007  | 2007       | 2003  | 2003  | 2003       |
| Partido político                         | %     | Votos | Concejales | %     | Votos | Concejales | %     | Votos | Concejales | %     | Votos | Concejales | %     | Votos | Concejales | %     | Votos | Concejales |
| Partido Socialista Obrero Español (PSOE) | 72,98 | 127   | 6          | 79,59 | 117   | 5          | 79,72 | 114   | 6          | 77,42 | 144   | 6          | 74,01 | 131   | 6          | 68,11 | 126   | 5          |
| Partido Popular (PP)                     | 19,54 | 34    | 1          | 18,37 | 27    | 0          | 15,38 | 22    | 1          | 18,28 | 34    | 1          | 20,90 | 37    | 1          | 31,35 | 58    | 2          |

El alcalde de San Martín del Castañar no recibe ningún tipo de prestación económica por su trabajo al frente del Ayuntamiento (2017).

## Patrimonio
San Martín tiene una importante actividad turística en relación con el tamaño del municipio, especialmente en Semana Santa y en período estival, sobre todo durante las fiestas en agosto. El 9 es la víspera y el 20 de noviembre, las fiestas del socorro.

### Camino asentadero-bosque de los espejos
El camino asentadero-bosque de los espejos es una ruta circular de unos 9 km de longitud que recorre las localidades de San Martín del Castañar, Sequeros y Las Casas del Conde. Entre las obras artísticas que se pueden contemplar se hallan A puntadas o La casa del árbol, de Luque López, Mochuelos, de Pablo Amargo, o Efímeras magentas, de José Antonio Juárez. Destacan especialmente las tallas artísticas que se han realizado en ciertos olivos de Las Casas del Conde. El camino pasa en algunos momentos por un camino de piedras antiguo con cierta singularidad, además de fincas, paredes y escaleras que dan a viñedos del lugar.

### Castillo

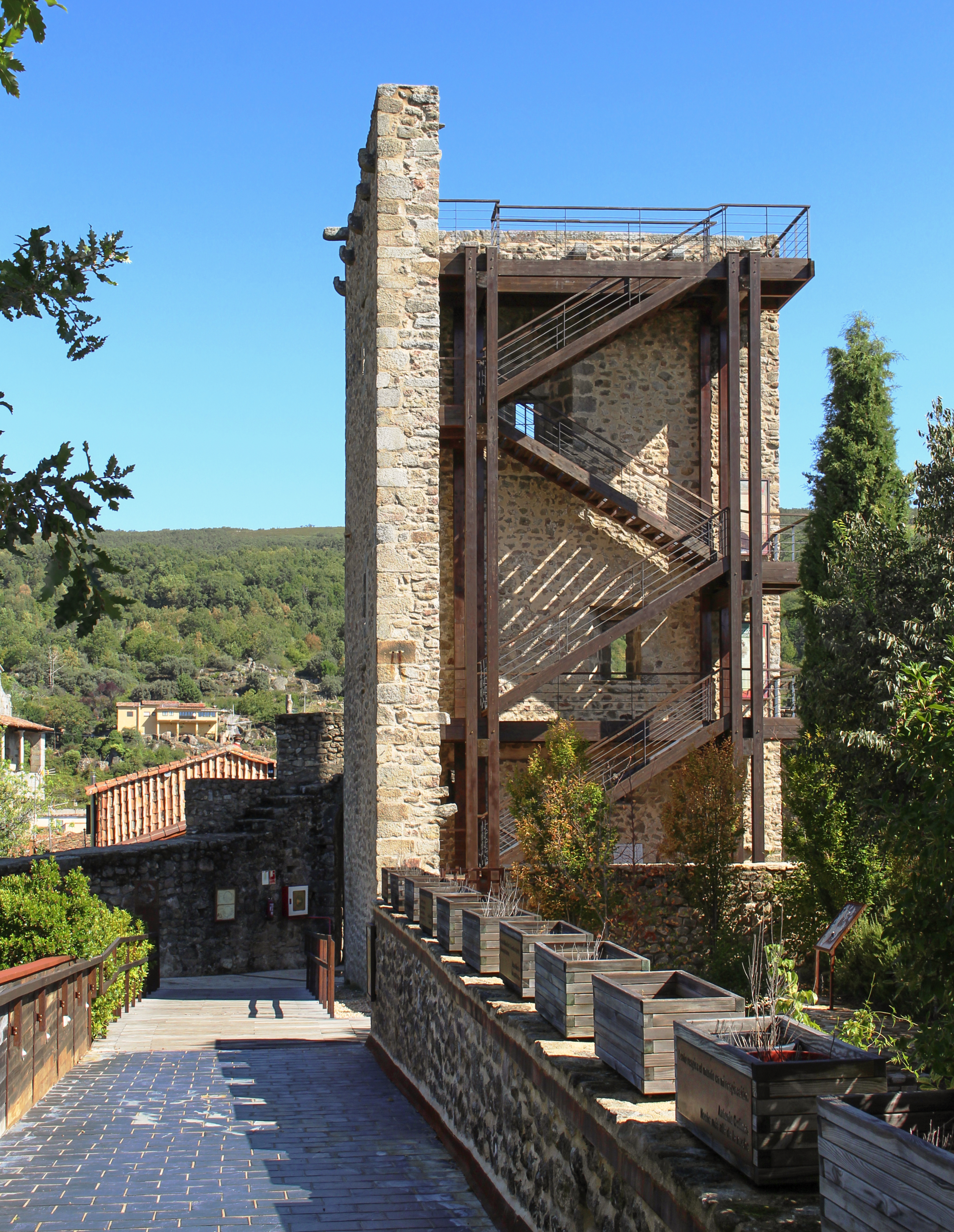
Torre del castillo

Uno de los principales atractivos de la localidad es su castillo, con un cementerio en el interior, y el centro de interpretación (monumento a la biosfera).
El castillo data del siglo XV, donde se nombra por primera vez como castillo palaciego, en el cual vivirían la hija del Conde de Miranda del Castañar y su marido, un noble del pueblo, ya que el conde de Miranda del Castañar fue quien lo mandó construir. También tuvo una función defensiva contra las incursiones musulmanas, aunque con el paso del tiempo se convirtió en una prisión cuando pasó al mando de los obispos de Salamanca. Fue cayendo en desuso hasta que en 1834 se decidió establecer el cementerio de San Martín del Castañar dentro de las murallas de este castillo.
De todo su conjunto sólo se conserva la torre del homenaje y los muros. En lo alto de la torre se ha instalado un mirador desde donde se puede ver el pueblo desde el punto más alto y un bonito paisaje de la Sierra de Francia por todos los alrededores.
El castillo sufrió la caída de un rayo en el siglo XX que obligó a llevar a cabo una restauración en el que se mejoraron los accesos (aunque se sigue entrando por la misma puerta antigua) con rampas y pasarelas de madera y se reforzaron los muros.
Actualmente en el recinto se encuentra el museo de la biosfera donde se informa acerca de la flora, la fauna y sucesos del entorno, y se hacen exposiciones de cuadros y representaciones teatrales.

### Plaza de toros

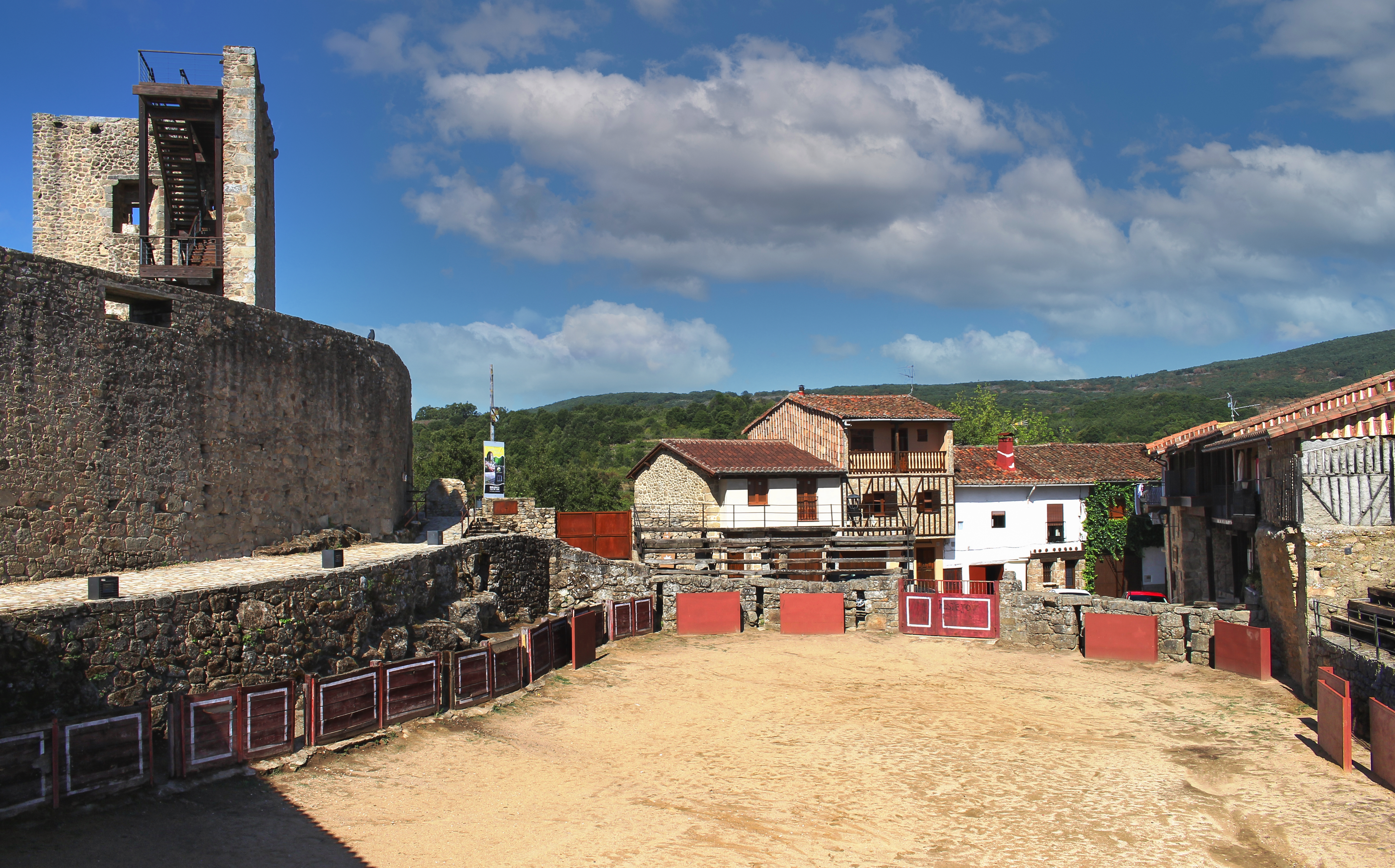
El castillo y la plaza de toros, una de las más antiguas de España

Según algunas fuentes la segunda más antigua de España.
Su origen está en el antiguo patio de armas del castillo que se decidió utilizar para albergar el ganado de los habitantes del pueblo donde el toro era muy importante y por ello acabó siendo una plaza de toros. 
No es una plaza de toros típica ya que se caracteriza por su peculiar forma entre ovalada y rectangular. Consta de tres gradas permanentes y se instala una cuarta cuando se acerca el festejo taurino el día 11 de agosto coincidiendo con las fiestas patronales. Sus burladeros originalmente eran de granito ya que se aprovechó la roca madre que se encontraba alrededor, aunque en los últimos años ya se han instalado unos nuevos con un material menos dañino para la persona que se encuentre lidiando, pero se siguen utilizando.

### Iglesia

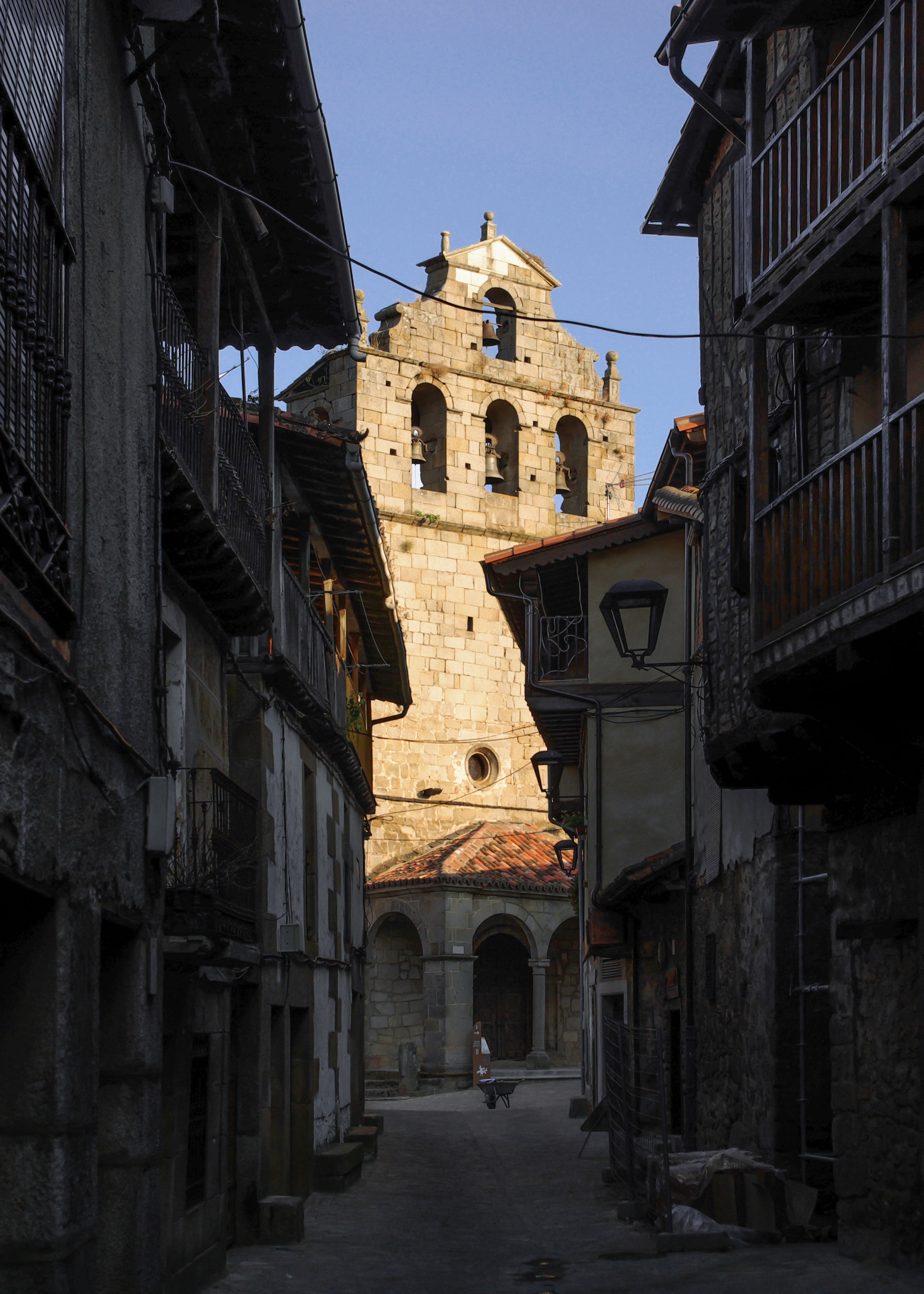
Iglesia parroquial

Esta iglesia está dedicada a San Martín de Tours que influye en el nombre del pueblo y es el resultado de la combinación de distintos estilos artísticos ya que se construyó entre los siglos XIII y XVIII. Se realizaron sucesivas reformas donde se añadió la puerta meridional gótica en el siglo XVI. Más adelante se construyó la bóveda de crucería y la torre, y finalmente en el siglo XVIII se construyó la capilla mayor y el cimborrio. Fue declarada en 1981 como Bien de Interés Cultural.
De esta iglesia destaca el espectacular retablo de estilo barroco, donde se halla la figura del Cristo miserere y a San Martín de Tours. Su artesonado es de estilo mudéjar y el pórtico, de columnas jónicas. Está dividida en tres naves delimitadas por sus grandes arcos y la nave principal está cubierta por una armadura mudéjar ochavada con tirantes y una peculiar lacería. La capilla del Evangelio destaca por la bóveda de terceletes y en la de la Epístola hay una armadura ochavada de lacería dorada.

### Otros
- Casas de madera entramada, siguiendo la arquitectura tradicional de la Sierra de Francia. Fachadas con entramados serranos de madera rellenas de mampostería y símbolos a descubrir grabados en la piedra. Balconadas típicas.
- Iglesia y campanario
- Plaza Mayor
- Pilón
- Portalón
- Puente romano
- Piscina natural del río Francia
- Ermita del Humilladero
- Yacimiento arqueológico de La Legoriza, situado a unos pocos minutos del pueblo y consistente en los restos de un campamento y un importante yacimiento visigodo, excavado entre 2004 y 2008.
- Monasterio de Nuestra Señora de Gracia.

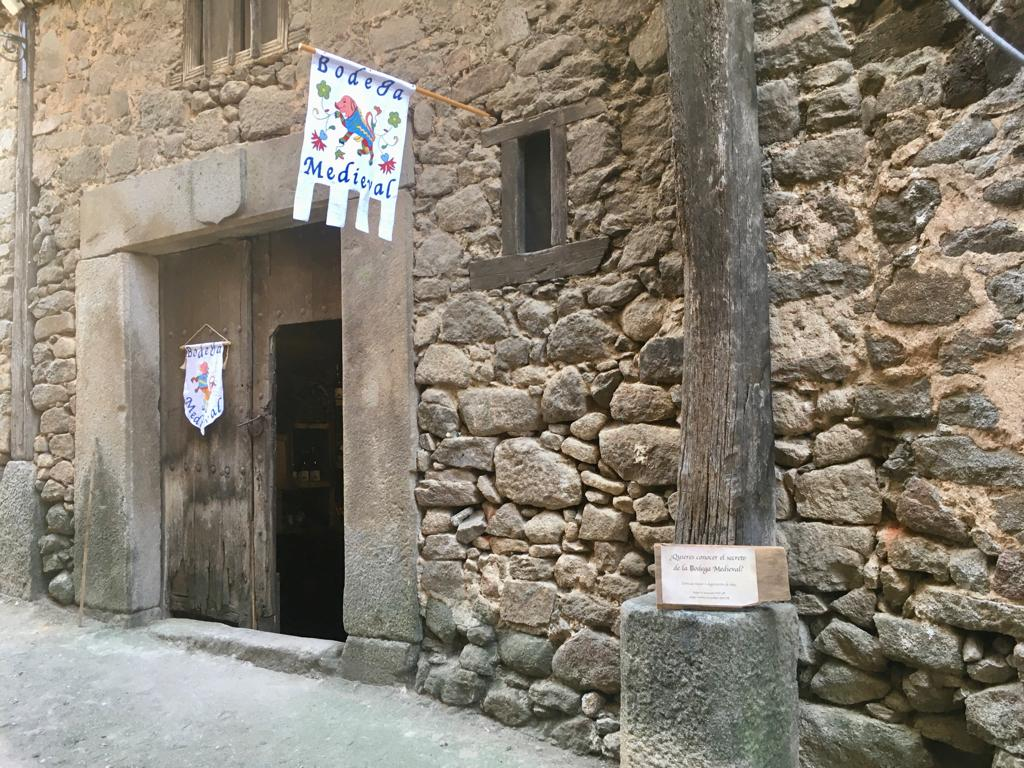
Entrada de la bodega en la callejina de la judería

- Bodega del siglo XVI recientemente recuperada y convertida en museo como homenaje al antiguo arte de hacer vino.
- Otros lugares destacables son el río y sus alrededores, las fuentes o pilones, las calzadas, los caminos (como el de la horca) y el horno de pan, el único que hay en el pueblo, y en el cual se hacen artesanalmente perronillas, surtidos de pastas, distintas variedades de magdalenas y hornazos.